# Autopista AP-7
Die Autopista AP-7 oder Autopista del Mediterráneo ist Teil der Europastraße 15. Die Autobahn beginnt an der Grenze zu Frankreich bei La Jonquera und endet bei Vera. Nach einer größeren Unterbrechung beginnt ein zweites, 96 km langes Teilstück bei Málaga und endet in Guadiaro, nördlich von Algeciras.

## Teilstrecken
Die AP-7 ist eine teilweise mautpflichtige Autobahn. Seit 20 Uhr am 31. Dezember 2019 wird auf dem Abschnitt zwischen Tarragona und Alicante keine Maut mehr erhoben, seit dem 1. September 2021 ebenfalls auf dem Abschnitt zwischen La Jonquera (Grenze Frankreich/Spanien) und Tarragona.
Sie ist deshalb durchgehend von La Jonquera (französische/spanische Grenze) über Barcelona und Tarragona bis Alicante gebührenfrei befahrbar. Darüber hinaus sind einige Abschnitte (z. B. einige Teile an der Costa del Sol) auch von der Maut befreit.
Gebührenpflichtige Strecken werden vor der letzten Ausfahrt mit dem Schild: Peaje bzw. Peatge (span. bzw. katalanisch für „Maut“) angekündigt. Die Maut hängt von der Streckenlänge ab und wird bis auf wenige Ausnahmen beim Verlassen der Autobahn fällig (geschlossenes Mautsystem).
Die AP-7 als Umfahrung Alicante ist seit 16. Juli 2024 bis Mitte Oktober 2024 mautfrei. Das spanische Verkehrsministerium möchte damit herausfinden, ob die Mautbefreiung eine Entlastung der Zufahrtsstraßen zu den Strandbezirken Alicantes sowie zur Entlastung der Nationalstraße bewirkt.

## AP-7 und A-7
Oft gibt es Verwechslungen zwischen der AP-7 und der A-7, denn beide Autobahnen verlaufen entlang der Mittelmeerküste und verlaufen über lange Strecken parallel zueinander. Während die teilweise mautpflichtige AP-7 für den Fernverkehr gedacht ist, dient die vollständig mautfreie A-7 dem Lokalverkehr.

## Streckenverlauf

### Abschnitte
| Position | Kurzbezeichnung | Abschnitt                               | km    | Eröffnung |
| -------- | --------------- | --------------------------------------- | ----- | --------- |
| 1        | AP-7            | Frontera (Frankreich)-La Junquera       | 7     | 1976      |
| 2        | AP-7            | La Junquera-Figueres (süd)              | 22,3  | 1975      |
| 3        | AP-7            | Figueres (nord)-Girona                  | 27    | 1974      |
| 4        | AP-7            | Girona (nord)-Maçanet de la Selva       | 30    | 1971      |
| 5        | AP-7            | Maçanet de la Selva-Cardedeu            | 39    | 1970      |
| 6        | AP-7            | Cardedeu-Granollers                     | 8     | 1970      |
| 7        | AP-7            | Granollers-Montmeló                     | 2,9   | 1969      |
| 8        | AP-7            | Montmeló-El Papiol                      | 26,8  | 1977      |
| 9        | AP-7            | El Papiol-Martorell                     | 8,4   | 1972      |
| 10       | AP-7            | Martorell-Vilafranca del Penedès (nord) | 21,9  | 1973      |
| 11       | AP-7            | Vilafranca del Penedès (nord)-Comarruga | 26,4  | 1973      |
| 12       | AP-7            | Comarruga-Altafulla                     | 12,3  | 1974      |
| 13       | AP-7            | Altafulla-Tarragona                     | 14,5  | 1974      |
| 14       | AP-7            | Tarragona-Salou                         | 10,3  | 1974      |
| 15       | AP-7            | Salou-Amposta                           | 65    | 1974      |
| 16       | AP-7            | Amposta-Benicarló-Peñíscola             | 42,4  | 1977      |
| 17       | AP-7            | Benicarló-Peñíscola-Torreblanca         | 26    | 1978      |
| 18       | AP-7            | Torreblanca-Castellón de la Plana       | 34    | 1978      |
| 19       | AP-7            | Castellón de la Plana-Puçol             | 57    | 1974      |
| 20       | AP-7            | Silla-Jeresa                            | 43    | 1976      |
| 21       | AP-7            | Jeresa-Ondara                           | 35,2  | 1985      |
| 22       | AP-7            | Ondara-Altea                            | 29,2  | 1979      |
| 23       | AP-7            | Altea-Sant Joan d’Alacant               | 41    | 1976      |
| 24       | AP-7            | Autopista zur Umfahrung Alicante        | 28,5  | 2007      |
| 25       | AP-7            | Crevillent-Cartagena                    | 76    | 2001      |
| 26       | AP-7            | Cartagena-Vera                          | 115   | 2007      |
| 27       | AP-7            | Benalmádena-Estepona                    | 77    | 1999      |
| 28       | AP-7            | Estepona-Guadiaro                       | 22,2  | 2002      |
| 29       | AP-7            | TOTAL                                   | 948,3 |           |

### Streckenführung

#### Abschnitt La Junquera–Alicante
| Position | km    | Richtung (El Venderell)                                                                          | Richtung (Saragossa)                                  | Anschluss an |
| -------- | ----- | ------------------------------------------------------------------------------------------------ | ----------------------------------------------------- | ------------ |
| 1        |       | Alfajarín                                                                                        | weiter in Richtung Saragossa via E-90 A-2             | E-90 A-2     |
| 2        | 18,5  | Área de Servicio de Alfajarín                                                                    | Área de Servicio de Alfajarín                         |              |
| 3        | 18,5  |                                                                                                  | Alfajarín                                             |              |
| 4        | 23    | A-222 Belchite N-232 Alcañiz Castellón de la Plana                                               | A-222 Belchite N-232 Alcañiz Castellón de la Plana    | ARA-41       |
| 5        | 32    | Área de Descanso                                                                                 | Área de Descanso                                      |              |
| 6        | 41,5  | Pina de Ebro (Mautstelle)                                                                        | Pina de Ebro (Mautstelle)                             |              |
| 7        | 43    | Pina de Ebro                                                                                     | Pina de Ebro                                          |              |
| 8        | 47,5  | Área de Servicio de Pina                                                                         | Área de Servicio de Pina                              |              |
| 9        | 56,5  | Área de Descanso                                                                                 | Área de Descanso                                      |              |
| 10       | 66,5  | Bujaraloz                                                                                        | Bujaraloz-Alcañiz                                     |              |
| 11       | 70,5  | Provinz Huesca                                                                                   | Provinz Saragossa                                     |              |
| 12       | 74    | Área de Descanso                                                                                 | Área de Descanso                                      |              |
| 13       | 82    | Arco del Meridiano de Greenwich                                                                  | Arco del Meridiano de Greenwich                       |              |
| 14       | 86,5  | Área de Servicio de Los Monegros                                                                 | Área de Servicio de Los Monegros                      |              |
| 15       | 91    | Área de Descanso                                                                                 | Área de Descanso                                      |              |
| 16       | 107   | Área de Descanso                                                                                 | Área de Descanso                                      |              |
| 17       | 114   | Fraga                                                                                            | Fraga                                                 |              |
| 18       | 119   | Área de Servicio de Fraga                                                                        | Área de Servicio de Fraga                             |              |
| 19       | 120   | Provinz Lleida/Katalonien                                                                        | Provinz Lleida/Aragonien                              |              |
| 20       | 127   | N-2 Soses Alcarràs A-2 Lleida Barcelona                                                          | N-2 Soses Alcarràs A-2 Fraga                          |              |
| 21       | 134   | Área de Descanso                                                                                 | Área de Descanso                                      |              |
| 22       | 140   | Lleida                                                                                           | Lleida                                                |              |
| 23       | 141,5 | Área de Servicio de Lérida                                                                       | Área de Servicio de Lérida                            |              |
| 24       | 149,5 | Área de Descanso                                                                                 | Área de Descanso                                      |              |
| 25       | 160,5 | Les Borges Blanques-Mollerussa                                                                   | Les Borges Blanques-Mollerussa                        |              |
| 26       | 163,5 | Área de Servicio de Las Garrigas                                                                 | Área de Servicio de Las Garrigas                      |              |
| 27       | 172,5 | Albí-Vinaixa                                                                                     | Albí-Vinaixa                                          |              |
| 28       | 181   | Provinz Tarragona                                                                                | Provinz Lleida                                        |              |
| 29       | 184   | Área de Descanso                                                                                 | Área de Descanso                                      |              |
| 30       | 192,5 | Montblanch- L’Espluga de Francolí                                                                | Montblanch- L’Espluga de Francolí                     |              |
| 31       | 195   | Área de Servicio de Montblanch                                                                   | Área de Servicio de Montblanch                        |              |
| 32       | 206,5 | Valls-El Pla de Santa Maria                                                                      | El Pla de Santa Maria-El Pont d’Armentera             | C-37         |
| 33       | 208   | Área de Descanso                                                                                 | Área de Descanso                                      |              |
| 34       | 214   | Vila-rodona-Valls                                                                                | Vila-rodona-Valls                                     | C-51         |
| 35       | 221   | Área de Servicio de Alto Campo                                                                   | Área de Servicio de Alto Campo                        |              |
| 36       | 227   | Área de Descanso                                                                                 | Área de Descanso                                      |              |
| 37       | 228,5 | La Bisbal del Panadés-Lloréns-Santa Oliva-El Vendrell                                            | La Bisbal del Panadés-Lloréns-Santa Oliva-El Vendrell | T-240        |
| 38       | 234   | AP-7 E 15 E 90 Vilafranca Barcelona Girona AP-7 E 15 El Vendrell Tarragona Castellón de la Plana |                                                       | Gabelung     |
| 39       |       | weiter in Richtung Tarragona und Barcelona, Anschluss an die AP-7 E 15                           | El Vendrell                                           | AP-7 E 15    |

#### Umfahrung Alicante
| Position | höchste zulässige Gesamtgeschwindigkeit | km  | Richtung (Algeciras)                            | Richtung (Frankreich)                         | Anschluss an |
| -------- | --------------------------------------- | --- | ----------------------------------------------- | --------------------------------------------- | ------------ |
| 1        | 120                                     |     | Ende der AutopistaBeginn der Umfahrung Alicante | Beginn der AutoviaEnde der Umfahrung Alicante |              |
| 2        | 100                                     | 676 | El Campello                                     | El Campello                                   | CV-775 N-332 |
| 3        | 100                                     | 681 | Mutxamel Sant Joan d’Alacant Xixona             |                                               | CV-800       |
| 4        | 80                                      |     | Brotons (Tunnel) Länge: 450 m                   | Brotons (Tunnel) Länge: 450 m                 |              |
| 5        | 80                                      |     | San Antón (Tunnel) Länge: 180 m                 | San Antón (Tunnel) Länge: 180 m               |              |
| 6        | 120                                     | 691 | San Vicente del Raspeig AlicanteAlcoy           | San Vicente del Raspeig AlicanteAlcoy         | A-7A-77      |
| 7        | 120                                     |     | Área de Servicio de Monforte del Cid            | Área de Servicio de Monforte del Cid          |              |
| 8        | 80                                      |     | Monforte del Cid (Mautstelle)                   | Monforte del Cid (Mautstelle)                 |              |
| 9        | 120                                     | 704 | Alicante Flughafen Albacete Madrid              | Alicante Flughafen Albacete Madrid            | A-31         |
| 10       | 120                                     |     | Ende der Umfahrung Beginn der Autovia           | Beginn der Umfahrung Ende der Autovia         | E15 A-7      |

#### Abschnitt Crevillente-Vera
| Position | höchste zulässige Gesamtgeschwindigkeit | km                 | Richtung (Algeciras)                                           | Richtung (Frankreich)                                                                   | Anschluss an           |
| -------- | --------------------------------------- | ------------------ | -------------------------------------------------------------- | --------------------------------------------------------------------------------------- | ---------------------- |
| 1        | 100                                     |                    |                                                                | Beginn der Autopista                                                                    | E-15 A-7               |
| 2        | 120                                     |                    | Área de Servicio de El Realengo                                | Área de Servicio de El Realengo                                                         |                        |
| 3        | 120                                     | 730                | Catral                                                         | Catral CrevillentMurcia                                                                 | E-15 A-7               |
| 4        | 100                                     | 733                | Catral Callosa de Segura                                       | Catral Callosa de Segura                                                                |                        |
| 5        | 120                                     | 737                | Dolores Almoradí                                               | Dolores Almoradí                                                                        |                        |
| 6        | 120                                     | 740                | Almoradí Rojales Guardamar del Segura Daya Nueva Industriezone | Almoradí Rojales Guardamar del Segura Daya Nueva Industriezone                          |                        |
| 7        | 120                                     | 743                | Benijófar Algorfa                                              | Benijófar Algorfa                                                                       |                        |
| 8        | 120                                     | 745                | Torrevieja (nord)                                              | Torrevieja (nord)                                                                       | CV-90                  |
| 9        | 120                                     | 751                | Los Montesinos                                                 | Los Montesinos                                                                          |                        |
| 10       | 80                                      |                    | Los Montesinos (Mautstelle)                                    | Los Montesinos (Mautstelle)                                                             |                        |
| 11       | 120                                     | 754                | San Miguel de Salinas Benijófar                                | San Miguel de Salinas Benijófar                                                         |                        |
| 12       | 120                                     | 758                | Orihuela Torrevieja                                            | Orihuela Torrevieja                                                                     | CV-95                  |
| 13       | 120                                     | 763                | La Zenia Orihuela Costa                                        | La Zenia Orihuela Costa                                                                 |                        |
| 14       | 80                                      |                    | La Zenia (Mautstelle)                                          | La Zenia (Mautstelle)                                                                   |                        |
| 15       | 120                                     | 768                | Dehesa de Campoamor                                            | Dehesa de Campoamor                                                                     |                        |
| 16       | 120                                     | 770                | Pilar de la Horadada                                           | Pilar de la Horadada                                                                    |                        |
| 17       | 80                                      |                    | Pilar (Tunnel) Länge: 800 m                                    | Pilar (Tunnel) Länge: 800 m                                                             |                        |
| 18       | 120                                     |                    | Region Murcia                                                  | Valencianische Gemeinschaft                                                             |                        |
| 19       | 120                                     | 774                | San Pedro del Pinatar (nord) Pilar de la Horadada              | San Pedro del Pinatar (nord) Pilar de la Horadada                                       |                        |
| 20       | 120                                     | 775                | Los Tárragas Lo Romero                                         | Los Tárragas Lo Romero                                                                  |                        |
| 21       | 120                                     | 777                | San Pedro del Pinatar Lo Pagán El Mirador                      | San Pedro del Pinatar Lo Pagán El Mirador                                               |                        |
| 22       | 120                                     | 780 A/780780 B/780 | Sucina San Javier (nord)                                       | Sucina San Javier (nord)                                                                | RM-1                   |
| 23       | 120                                     | 782                | Balsicas Murcia                                                | Pozo Aledo Balsicas Murcia                                                              | RM-19                  |
| 24       | 120                                     | 784                | San Javier (süd) Santiago de la Ribera Flughafen               | San Javier (süd) Santiago de la Ribera Flughafen                                        |                        |
| 25       | 120                                     | 786                | Los Narejos Stadtgebiet Los Alcázares (nord)                   | Los Narejos Stadtgebiet Los Alcázares (nord)                                            |                        |
| 26       | 120                                     | 790                | Los Alcázares (Stadt) Torre-Pacheco                            | Los Alcázares (Stadt) Torre-Pacheco                                                     |                        |
| 27       | 120                                     | 794                | El Carmolí Los Urrutias Los Alcázares (süd)                    | El Carmolí Los Urrutias Los Alcázares (süd)                                             |                        |
| 28       | 120                                     | 797                | Los Urrutias El Algar                                          | Los Urrutias El Algar                                                                   |                        |
| 29       | 120                                     | 800 801            | CartagenaLos BeatosLa Manga del Mar Menor                      | El Algar Cabo de Palos La Manga del Mar MenorLos Beatos La Unión La Manga del Mar Menor | CT-32RM-311RM-12 CT-32 |
| 30       | 120                                     | 805                | La Palma La Aparecida                                          | La Palma La Aparecida                                                                   |                        |
| 31       |                                         | 810                | Murcia Cartagena                                               |                                                                                         | A-30                   |
| 32       | 120                                     | 812                | La Guía Santa Ana                                              | La Guía Santa Ana                                                                       |                        |
| 33       | 120                                     | 815                | Cartagena (west)                                               | Cartagena (west)                                                                        | CT-31                  |
| 34       | 80                                      |                    | Cartagena (Mautstelle)                                         | Cartagena (Mautstelle)                                                                  |                        |
| 35       | 120                                     | 829                | Tallante Las Palas Fuente Álamo                                | Tallante Las Palas Fuente Álamo                                                         | RM-E17                 |
| 36       | 80                                      |                    | Sierra de lo Alto (Tunnel) Länge: 395 m                        | Sierra de lo Alto (Tunnel) Länge: 395 m                                                 |                        |
| 37       | 120                                     | 845                | Totana Mazarrón Mazarrón (Berg)                                | Totana Mazarrón Mazarrón (Berg)                                                         | RM-3                   |
| 38       | 120                                     |                    | Área de Servicio de Mazarrón                                   | Área de Servicio de Mazarrón                                                            |                        |
| 39       | 80                                      |                    | Sierra de las Moreras (Tunnel) Länge: 220 Meter                | Sierra de las Moreras (Tunnel) Länge: 220 Meter                                         |                        |
| 40       | 120                                     | 857                | Cañada de Gallego Ramonete P. Calnegre                         | Cañada de Gallego Ramonete P. Calnegre                                                  | RM-332                 |
| 41       | 80                                      |                    | Loma de Bas (Tunnel) Länge: 1820 m                             | Loma de Bas (Tunnel) Länge: 1820 m                                                      |                        |
| 42       | 120                                     | 866                | Calabardina Cabo Cope                                          | Calabardina Cabo Cope                                                                   | RM-D14                 |
| 43       | 120                                     | 878                | Lorca Águilas                                                  | Lorca Águilas                                                                           | RM-11                  |
| 44       | 120                                     |                    | Provinz Almería Andalusien                                     | Murcia                                                                                  |                        |
| 45       | 80                                      |                    | Sierra de Aguilón (Tunnel) Länge: 1250 m                       | Sierra de Aguilón (Tunnel) Länge: 1250 m                                                |                        |
| 46       | 120                                     | 890                | S. J. Terreros Pulpí Huércal-Overa                             |                                                                                         | A-350                  |
| 47       | 120                                     | 901                | Cuevas de Almanzora Los Lobos                                  | Cuevas de Almanzora Los Lobos                                                           | A-332                  |
| 48       | 80                                      |                    | Vera (Mautstelle)                                              | Vera (Mautstelle)                                                                       |                        |
| 49       | 120                                     | 911                | Murcia Vera Garrucha Antas                                     | Murcia Vera Garrucha Antas                                                              | E-15 A-7 N-340         |
| 50       | 100                                     |                    | Beginn der Autovia                                             | Ende der Autopista                                                                      | E-15 A-7               |

#### Abschnitt Torremolinos-Guadiaro
| Position | höchste zulässige Gesamtgeschwindigkeit | km          | Richtung (Algeciras)                                            | Richtung (Frankreich)                              | Anschluss an             |
| -------- | --------------------------------------- | ----------- | --------------------------------------------------------------- | -------------------------------------------------- | ------------------------ |
| 1        | 120                                     |             | Beginn der Autopista Richtung: Algeciras                        | Ende der Autopista weiter als M-30 Richtung Málaga | MA-20                    |
| 2        | 120                                     | 226         | Torremolinos Palacio de CongresosAlmeríaCórdoba Granada Sevilla | Torremolinos Palacio de Congresos                  | E 15 A-7 AP-46 A-45      |
| 3        | 120                                     | 225         | Zufahrt Hiperronda de Málaga                                    | AlmeríaMálaga Cártama Córdoba Granada Sevilla      | E 15 A-7A-357 AP-46 A-45 |
| 4        | 120                                     |             | Área de Servicio de Arroyo de la Miel                           | Área de Servicio de Arroyo de la Miel              |                          |
| 5        | 120                                     | 222         | Benalmádena Arroyo de la Miel                                   | Benalmádena Arroyo de la Miel                      |                          |
| 6        | 120                                     | 217         | Benalmádena                                                     | Mijas Benalmádena                                  | A-368                    |
| 7        | 120                                     | 214         | Fuengirola Marbella AlgecirasMijas                              |                                                    | A-7 A-387                |
| 8        | 120                                     | 213         | Fuengirola Mijas                                                | Fuengirola Mijas                                   | A-387                    |
| 9        | 80                                      | 200         | Calahonda (Mautstelle) Calahonda                                | Calahonda (Mautstelle) Calahonda                   | A-7                      |
| 10       | 100                                     |             | Calahonda (Tunnel) Länge: 600 m                                 | Calahonda (Tunnel) Länge: 600 m                    |                          |
| 11       | 120                                     |             | Área de Servicio de Altos de Marbella                           | Área de Servicio de Altos de Marbella              |                          |
| 12       | 120                                     | 186         | Ojén Marbella (ost)                                             | Fuengirola Málaga                                  | A-355 A-7                |
| 13       | 120                                     | 185         | Ojén Marbella                                                   |                                                    | A-355                    |
| 14       | 120                                     | 184         | Marbella Casco Antiguo (Avd. del Trapiche)                      | Marbella Casco Antiguo (Avd. del Trapiche)         |                          |
| 15       | 120                                     | 182         | Nagüeles                                                        |                                                    |                          |
| 16       | 120                                     | 181 B       | Nagüeles                                                        |                                                    |                          |
| 17       | 120                                     | 181 A <b180 | San Pedro de Alcántara Estepona Algeciras                       | Nagüeles                                           | A-7                      |
| 18       | 120                                     |             | Área de Descanso                                                | Área de Descanso                                   |                          |
| 19       | 120                                     |             | Río Verde (Tunnel) Länge: 300 m                                 | Río Verde (Tunnel) Länge: 300 m                    |                          |
| 20       | 120                                     |             | La Quinta (Tunnel) Länge: 840 m                                 | La Quinta (Tunnel) Länge:840 m                     |                          |
| 21       | 80                                      | 172         | San Pedro Ronda San Pedro de Alcántara                          | San Pedro Ronda San Pedro de Alcántara             | A-397                    |
| 22       | 120                                     |             | Montemayor (Tunnel) Länge: 600 m                                | Montemayor (Tunnel) Länge: 600 m                   |                          |
| 23       | 120                                     |             | Área de Servicio de Río Castor                                  | Área de Servicio de Río Castor                     |                          |
| 24       | 120                                     | 157         | Estepona (ost)                                                  | Estepona San Pedro de Alcántara Málaga             | A-7                      |
| 25       | 120                                     | 155         | Estepona                                                        | Estepona                                           |                          |
| 26       | 120                                     | 153         | Estepona IndustriegebietAlgeciras Cádiz                         |                                                    | A-7                      |
| 27       | 80                                      |             | Estepona (Tunnel) Länge: 160 m                                  | Estepona (Tunnel) Länge: 160 m                     |                          |
| 28       | 120                                     | 153         |                                                                 | Estepona Cádiz                                     | A-7                      |
| 29       | 80                                      |             | Corominas (Tunnel) Länge: 975 m                                 | Corominas (Tunnel) Länge: 975 m                    |                          |
| 30       | 80                                      |             | Santa María II (Tunnel) Länge: 555 m                            | Santa María II (Tunnel) Länge: 555 m               |                          |
| 31       | 80                                      |             | Casares (Tunnel) Länge: 1063 m                                  | Casares (Tunnel) Länge: 1063 m                     |                          |
| 32       | 80                                      | 142         | Manilva (Mautstelle) Casares Manilva Gaucín                     | Manilva (Mautstelle) Casares Manilva Gaucín        | A-377                    |
| 33       | 120                                     |             | Área de Servicio de Manilva                                     | Área de Servicio de Manilva                        |                          |
| 34       | 120                                     |             | Provinz Cádiz                                                   | Provinz Málaga                                     |                          |
| 35       | 120                                     | 133         | Torreguadiaro Estepona Málaga                                   | Torreguadiaro Estepona Málaga                      | A-7                      |
| 36       | 120                                     |             | Ende der Autopista Richtung Algeciras-Cádiz                     | Beginn der Autopista Richtung Estepona-Málaga      | E-15 A-7                 |

## Galerie

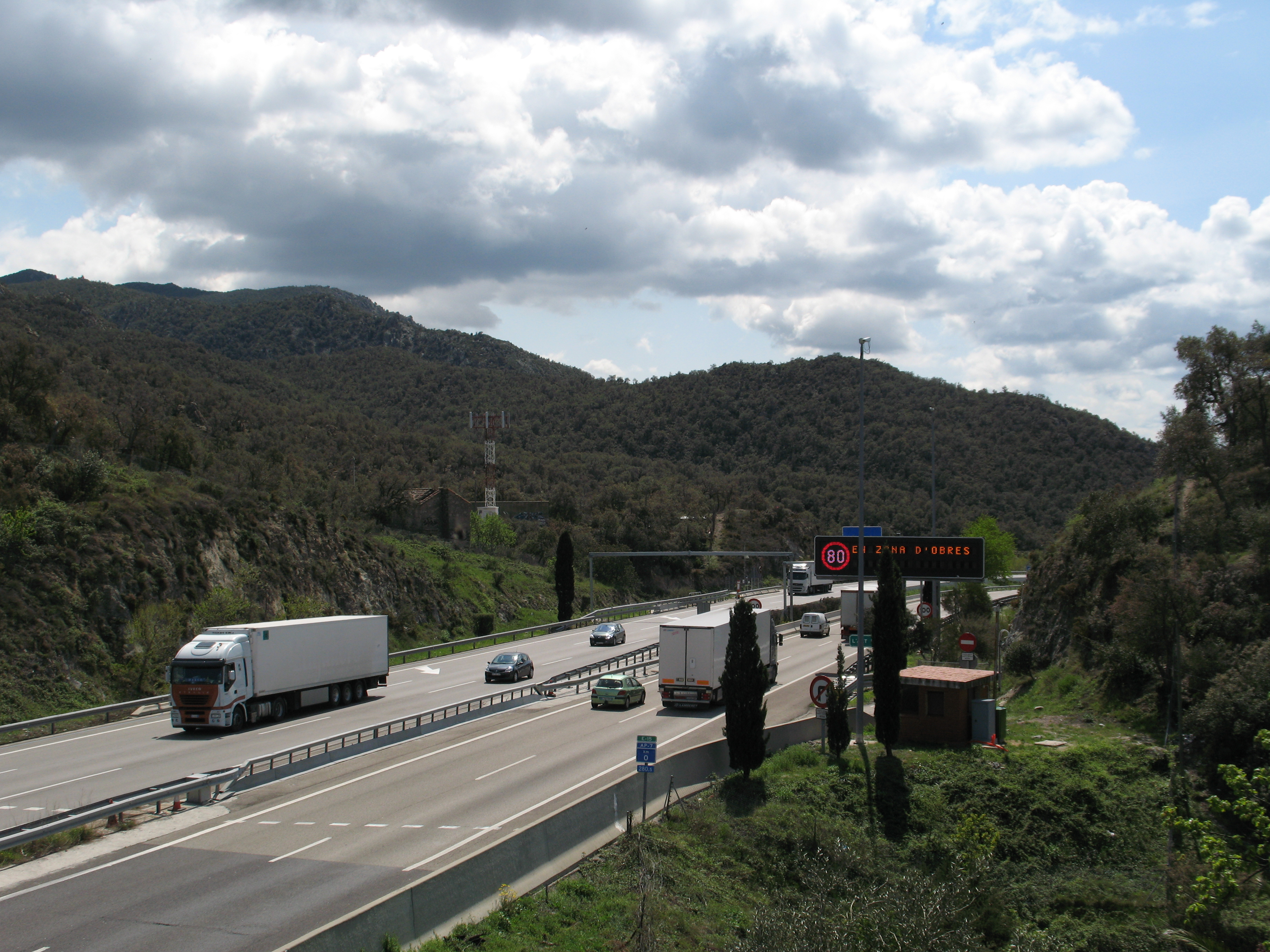
Die AP-7 an der französisch-spanischen Grenze
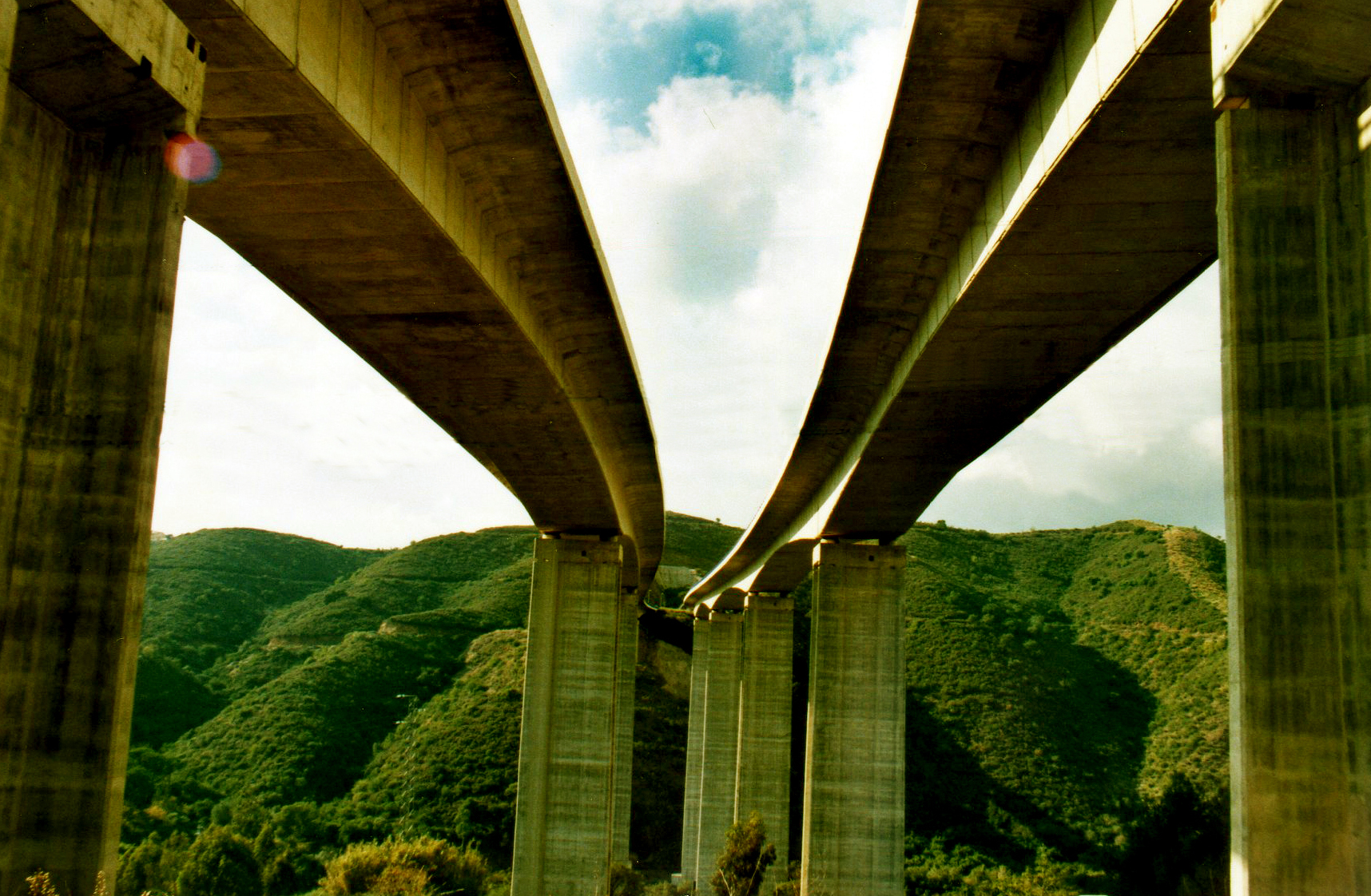
Brücke im Zuge der AP-7 nahe Marbella
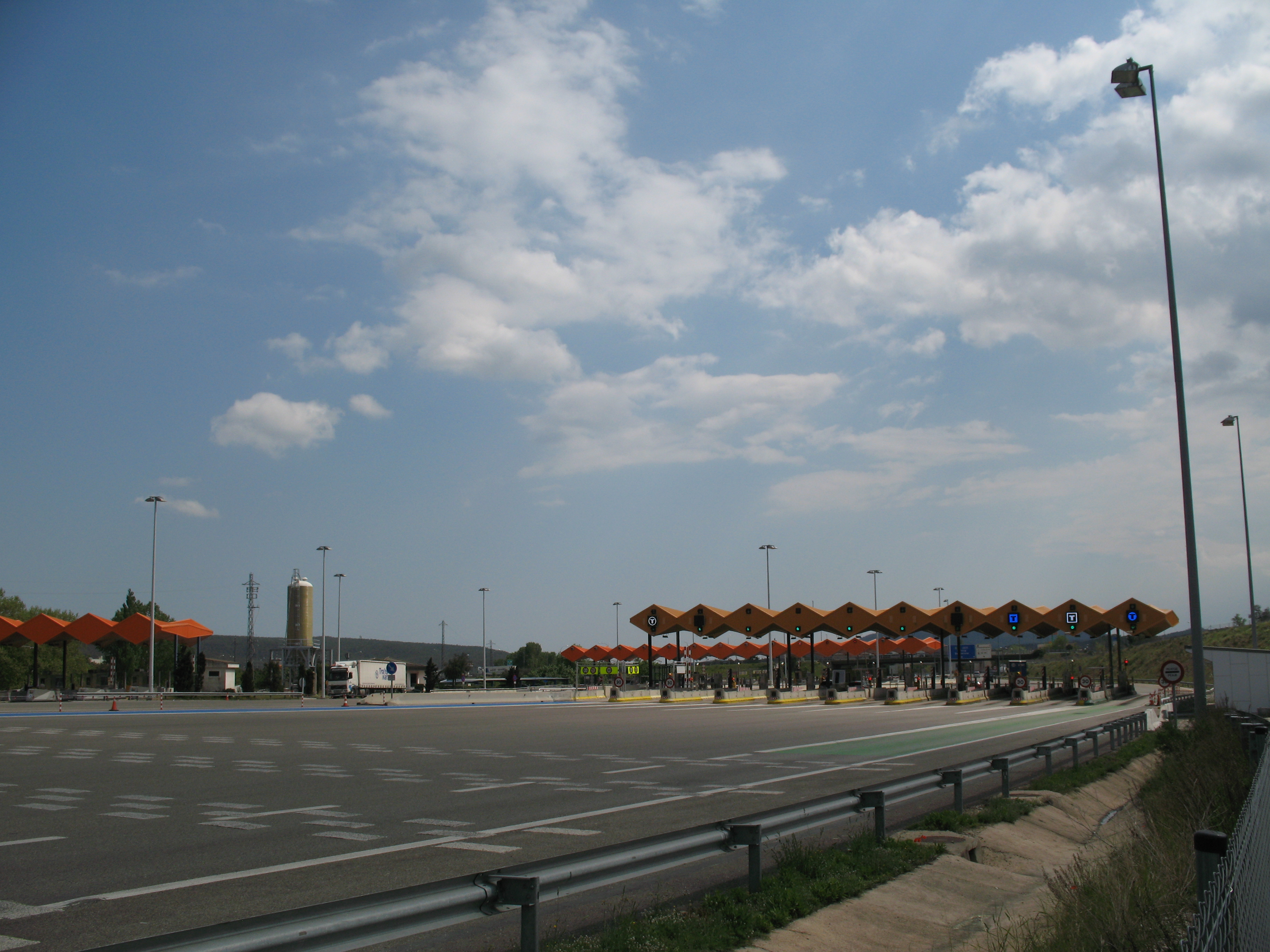
Alte Mautstelle (bis 1. September 2021) bei La Jonquera
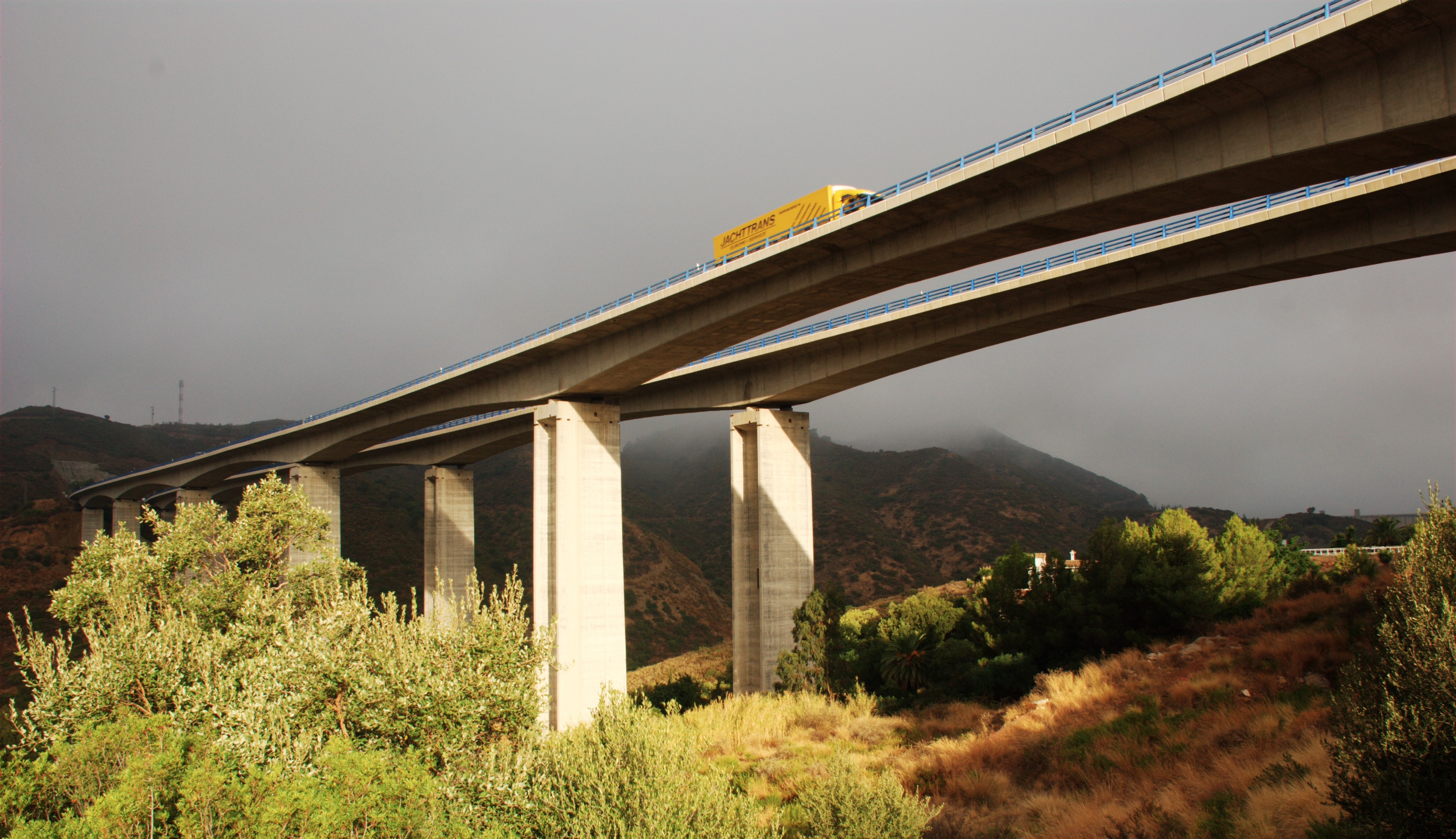
Brücke der AP-7 über den Río Verde
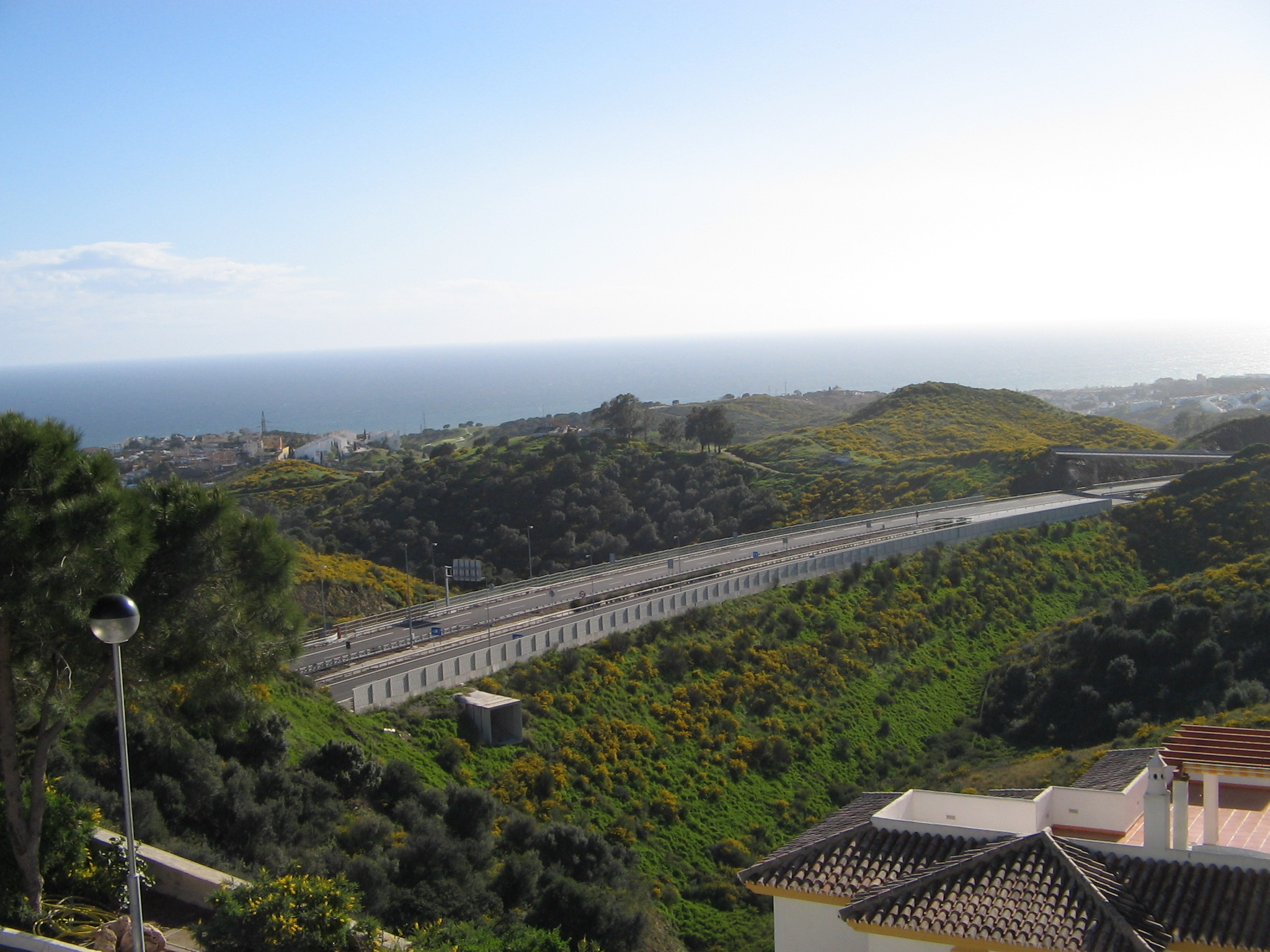
AP-7 bei Calahonda
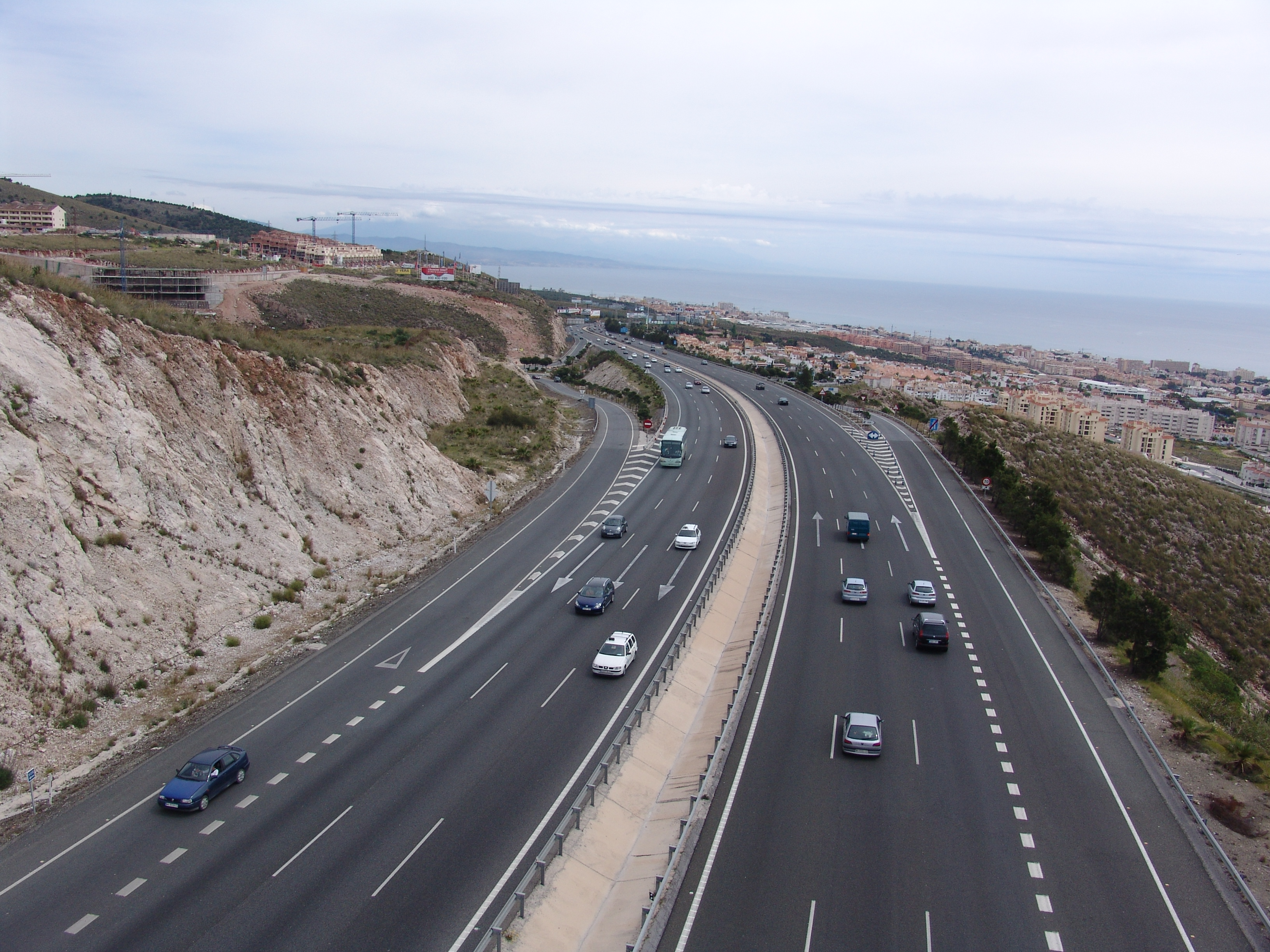
Zum Vergleich: Die (mautfreie) A-7 bei Benalmádena